# اونیو بی اند سی (آریزونا)
اونیو بی اند سی (به انگلیسی: Avenue B and C) یک منطقهٔ مسکونی در ایالات متحده آمریکا است که در شهرستان یوما، آریزونا واقع شده‌است. اونیو بی اند سی ۱٫۹۲ کیلومتر مربع مساحت و ۴٬۱۷۶ نفر جمعیت دارد.